# Piroman

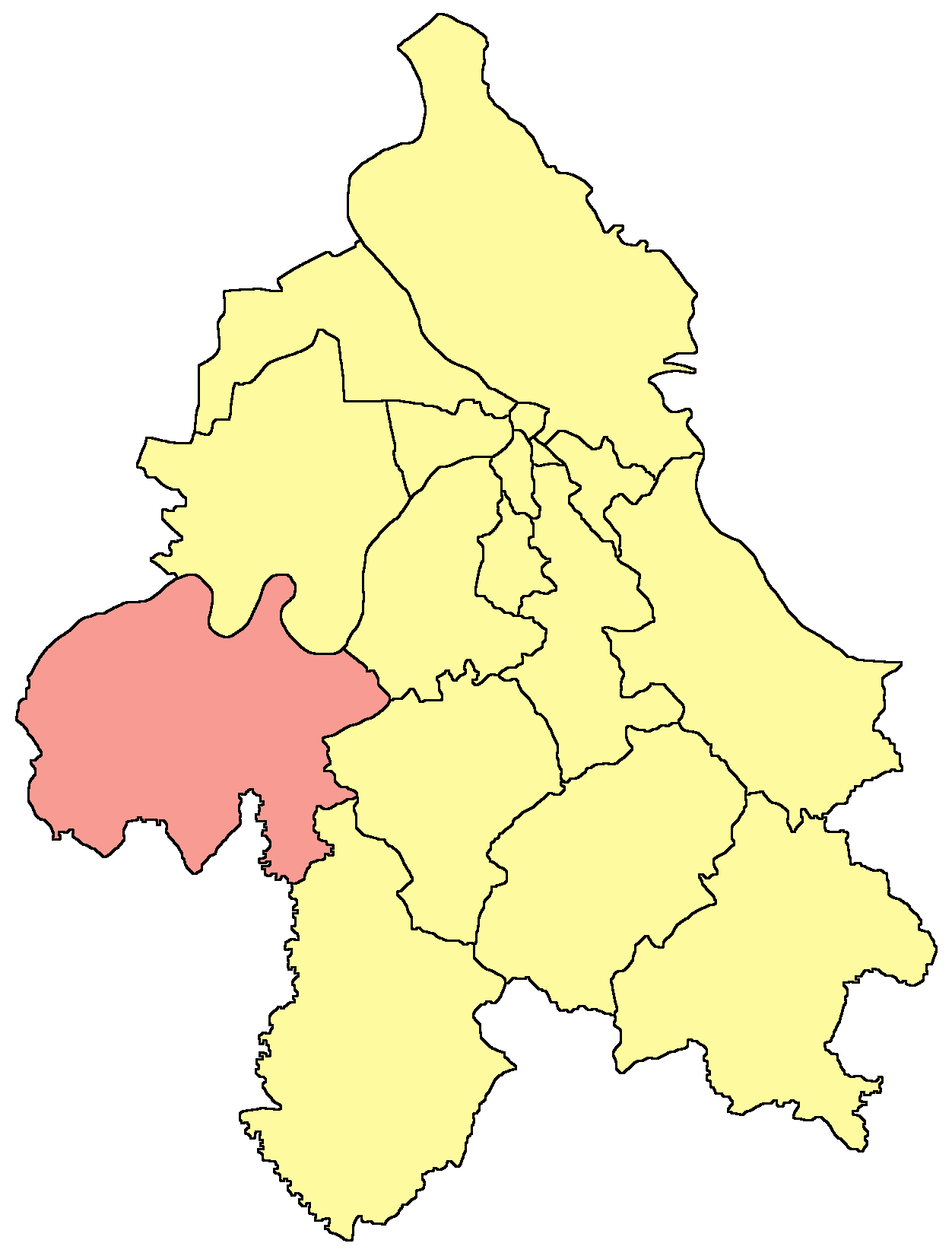
Localisation de la municipalité d'Obrenovac dans la Ville de Belgrade

Piroman (en serbe cyrillique : Пироман) est un village de Serbie situé dans la municipalité d’Obrenovac et sur le territoire de la Ville de Belgrade. Au recensement de 2011, il comptait 901 habitants.

## Démographie

### Évolution historique de la population
| 1948  | 1953  | 1961  | 1971  | 1981  | 1991  | 2002  | 2011 |
| ----- | ----- | ----- | ----- | ----- | ----- | ----- | ---- |
| 1 148 | 1 171 | 1 151 | 1 136 | 1 235 | 1 227 | 1 008 | 901  |

|  |